# تصنيع فائض
التصنيع الفائض (Just-In-Case) هو مصطلح ينطبق أحيانًا على نظام التصنيع التقليدي. وهو النظام المناقض لنظام التصنيع حسب الحاجة (Just In Time manufacturing).

## التشغيل
في التصنيع الفائض، يتعين على الشركات المُصنِّعة المحافظة على بقاء مخزون كبير من المؤن والأجزاء وموارد التخزين وعُمّال إضافيين لمواجهة حالات الإنتاج الطارئة. يمكن أن تكون هذه الحالات الأكثر شيوعًا في الدول الأقل تصنيعًا بسبب سوء المواصلات، وكذلك سوء الرقابة على الجودة، ومشاكل أخرى لموردي الإنتاج، والعوامل البيئية. من الممكن أن يؤدي هذا إلى عدم الكفاءة لأنه يتعين على أية شركة مصنّعة الاحتفاظ بفائض في المخزون وتوفير نسخ احتياطية من مراحل الإنتاج «الضعيفة» التي تخرج عن المزامنة وتسبب تأخيرًا للشركات الأخرى المُصنِّعة.
تستخدم هذه الاستراتيجية من قبل الشركات التي لديها مشاكل في التنبؤ بالطلب. مع هذه الاستراتيجية، سيكون لدى الشركات ما يكفي من مواد الإنتاج الجاهزة لتلبية الزيادة غير المتوقعة في الطلب. تُعتبر تكاليف التخزين الأعلى هي العيب الرئيسي لهذه الاستراتيجية.